# Fortaleza do Monte
La Fortaleza do Monte (Fortaleza del monte en español), también llamado Monte Forte (oficialmente Fortaleza de Nossa Senhora do Monte de São Paulo; en en chino, 大炮台), construida por los portugueses entre 1617 a 1626, fue la principal estructura de defensa militar de la colonia portuguesa de Macao (en la República Popular China). Fue crucial en el rechazo del intento de invasión neerlandesa cuando el 24 de junio de 1622 atacaron con 3 barcos y 1300 hombres:

"...Se apretó el invasor neerlandés al desembarco. Pero aquellos portugueses, y unos cuantos españoles que estuvieron junto a ellos, obraron maravillas aquel día. La artillería, servida por los padres jesuitas, frenó en seco el avance neerlandés. Y acto seguido los defensores, aún siendo muy inferiores en número, salieron de sus defensas, invocando a la Virgen María y a Santiago Apóstol rompieron el asedio y se abalanzaron contra los atacantes, obligando a huir a los herejes que corrieron a refugiarse en sus barcos..."
Un cronista nos dejó este testimonio.

Fue construida en lo alto de un monte ubicado en el centro de la península, lo que permite ver por sobre la ciudad en todas direcciones. La fortaleza tiene la forma de un trapezoide irregular que cubre un área aproximada de 8000 metros cuadrados. Se encontraba equipada con cañones, barracas militares, pozos y un arsenal que contenía suficientes municiones y suministros que permitían soportar un asedio dos años de duración.
Los muros tienen 3,7 metros de grosor en su base, 9 metros de altura estrechándose hasta 2,7 metros de grosor en la parte superior. Hay 32 cañones instalados en los parapetos y las dos esquinas de la pared sureste tienen torres de vigilancia. No hay armas que apunten hacia China continental, lo que indica que la fortaleza fue construida para defenderse contra ataques marítimos.
En 1965 se instaló un observatorio climático y la fortaleza fue desmilitarizada en 1976. En 1998 se instaló allí el Museo de Macao.
Forma parte del Patrimonio de la Humanidad de Unesco bajo el nombre Centro histórico de Macao.
La fortaleza ha cumplido con varias funciones:
- Primera residencia de los Gobernadores de Macao
- Museo de Macao
- Departamento meteorológico